# Aleksandrs Koliņko
Aleksandrs Koliņko (Riga, 18 de juny de 1975) és un futbolista professional letó que juga com a porter pel Baltika Kaliningrad de la lliga russa de futbol i és internacional per Letònia.

## Palmarès
- Skonto Riga
  - Lliga letona (5): 1996, 1997, 1998, 1999, 2000
  - Copa letona (3): 1997, 1998, 2000
- FK Ventspils
  - Lliga Bàltica (1): 2009-10
- Individual
  - Millor porter de la lliga letona de futbol (3): 1997, 1999, 2000
  - Futbolista letó de l'any (2): 2006, 2014[1]